# Johann Georg Rohrer
Johann Georg Rohrer (auch Jean Georges) (* 1686 in Schlackenwerth, Böhmen; † 5. März 1765 in Straßburg) war ein elsässischer Orgelbauer mit Werkstattsitz in Straßburg. Er wirkte hauptsächlich im Elsass und in Baden.

## Leben und Werk
Johann Georg Rohrer wurde in Böhmen geboren und dort von einem Meister ausgebildet. Er kam mit seinen Geschwistern in das Gebiet des Oberrheins. Um das Jahr 1712 ließ Rohrer sich in Straßburg nieder und gründete dort eine Werkstatt. Er erhielt nie das Bürgerrecht. Rohrer wurde als „grundehrlich“ und „tüchtig“ bezeichnet, konnte sich jedoch nur schwer gegen seinen Konkurrenten Andreas Silbermann durchsetzen. Bis 1722 war er überwiegend im nördlichen Elsass aktiv. Anschließend kam er auf Wanderschaft nach Paris und arbeitete dort mit dem Orgelbauer François Deslandes zusammen. Gemeinsam bauten sie 1724 die Orgel für die Abtei Savigny in der Normandie.
1728 kehrte Rohrer finanziell ruiniert nach Straßburg zurück, wurde 1729 Geselle bei Joseph Waltrin und später dessen Kompagnon. Diese Partnerschaft war wiederholt von Zwist geprägt, da Rohrer mit der Qualität von Waltrins Arbeit nicht einverstanden war. So endete diese Geschäftsbeziehung um 1731 nach dem Bau der vielfach bemängelten Orgel für die Stiftskirche Niederhaslach. Johann Andreas Silbermann kritisierte diese Orgel als „erbärmliche Arbeit“ und bezeichnete Rohrer als „Ignoranten“.
Im Jahr 1731 heiratete Rohrer Françoise Véronique Varinot. Seine 1734 geborene älteste Tochter Marie Françoise heiratete 1761 den Orgelmacher und bekannten Trompeter Peter Lorenz Willig. 1737 erwarb Rohrer ein Haus in der Rue du Noyer. Von 1752 bis 1755 war der 1757 zum letzten kurpfälzischen Hoforgelmacher ernannte Andreas Krämer als Geselle bei Rohrer tätig. Rohrers älterer Bruder Johann Michael Ludwig Rohrer war markgräflicher Hofbaumeister in Rastatt. Bernd Sulzmann schreibt, dass Johann Georg Rohrer dank dieser Beziehung nie einem „aufgezwungenen Geschmacksempfinden“ folgen musste und daher Orgeln nach seinem eigenen Interesse und unterschiedlichen Prämissen, etwa dem französischen Stil oder dem Stil der Mannheimer Schule bauen konnte. Auch sein jüngerer Bruder Johann Peter Ernst Rohrer war als Baumeister und Architekt in der Region Rastatt tätig.

## Werkliste (unvollständig)
Das Jahr in der ersten Spalte meint das Jahr der Fertigstellung. In der fünften Spalte bezeichnet die römische Zahl die Anzahl der Manuale, ein großes „P“ ein selbstständiges Pedal. Die arabische Zahl gibt die Anzahl der klingenden Register an. Die letzte Spalte bietet Angaben zum Erhaltungszustand und zu Besonderheiten sowie Links mit weiterführender Information. Leere Felder zeigen an, dass die zugehörige Information nicht bekannt ist.

### Neubauten
| Jahr      | Ort                              | Gebäude                         | Bild | Manuale | Register | Bemerkungen |
| --------- | -------------------------------- | ------------------------------- | ---- | ------- | -------- | --- |
| 1712      | Hagenau                          | Kirche des Franziskanerklosters |      | III/P   |          | Das Gehäuse ist erhalten und steht seit 1977 als Monument historique unter Denkmalschutz. Zudem sind 5 Register mehr oder weniger vollständig erhalten, darunter die Prospektpfeifen. Nach der Schließung des Klosters 1798 nach Weyersheim verbracht, 1872 von Martin Wetzel in die Katholische Kirche von Weiterswiller überführt. Ein einschneidender Umbau erfolgte 1922 durch Joseph Rinkenbach; 2000–2002 erfolgte eine Restaurierung durch Gaston Kern, die den Ursprungszustand bestmöglich wiederherstellte. |
| 1716      | Hagenau                          | St. Georg                       |      |         |          | als Schwalbennestorgel gebaut, in Monswiller das Gehäuse, das 1842 von Wegmann und 1895 von Rinckenbach erweitert wurde, sowie 5 Register, darunter die Prospektpfeifen, erhalten |
| 1724–1728 | Savigny-le-Vieux                 | Abtei                           |      | III/P   | 44       | Mitarbeit beim Pariser Orgelbauer François Deslandes. Nach dem Transfer der Orgel in die Kathedrale Notre-Dame in Coutances und einem Umbau 1812, bei dem nur 242 Pfeifen wiederverwendet wurden, sind heute allenfalls noch spärliche Reste des Instruments erhalten. |
| 1730      | Niederhaslach                    | Stiftskirche                    |      | II/P    | 17       | nicht erhalten |
| 1731      | Schwarzach                       | ehemalige Abteikirche           |      | I/P     | 13       | Chororgel; 1804 nach Haueneberstein verkauft |
| 1730      | Straßburg                        | Privathaus                      |      | I       | 4        | Private Orgel für den Kaufmann Gruel |
| 1734      | Blienschwiller                   | Sts-Innocents                   |      |         |          | Gehäuse wie Prospekt sind erhalten und stehen seit 1996/1997 als Monuments historiques unter Denkmalschutz. Im Jahr 1911 ging das Werk verloren und wurde von Rinkenbach ersetzt. |
| ca. 1735  | Weißenburg                       | Augustinerkirche                |      |         |          | |
| 1737      | Molsheim                         | Jesuitenkirche                  |      | I/P     | 8        | Nicht in der großen Kirche, sondern in einem Saal des Klosters aufgestellt. Es ist möglich, dass das derzeit in Wintzenbach aufbewahrte Gehäuse, das Rohrer zugeschrieben werden kann, aus Molsheim stammt. 1781 von Silbermann ersetzt |
| 1742      | Hagenau                          | St. Georg                       |      |         |          | Ursprünglich für das Kloster Surbourg gebaut; 1749 in Mutziger St.-Mauritius-Kirche versetzt, 1815 von Michael Stiehr ersetzt |
| 1744      | Guebwiller                       | St-Léger                        |      |         |          | Teile des Gehäuses wurden 1914 von Edmond Alexandre Roethinger für einen Orgelneubau (Bild) in der St.-Martin-Kirche von Erstein wiederverwendet und stehen seit 1995 unter Denkmalschutz. Zudem 4 Register erhalten. |
| 1744      | Rastatt                          | Schlosskirche                   |      |         |          | 1763–1765 von Johann Ignaz Seuffert in der St.-Alexander-Kirche aufgestellt, 1824–1832 durch die Gebrüder Stieffell ersetzt. |
| 1744      | Bei Wittenheim                   | Kloster Schönensteinbach        |      |         |          | Gehäuse und einige Pfeifenreihen in Mensdorf, Luxemburg, teilweise erhalten |
| 1747      | Neubourg, Ortsteil von Dauendorf | Abtei Neubourg                  |      | III/P   | 29       | Gehäuse erhalten; 1804 von Joseph Stiehr in die Hagenauer St.-Nikolaus-Kirche versetzt. 1904 von Franz-Xaver Kriess ersetzt. |
| 1748      | Hermolsheim                      | Franziskanerkloster             |      |         |          | Gehäuse in Reitwiller erhalten |
| 1751      | Straßburg                        | Franziskanerkirche              |      |         |          | Gehäuse in Zell am Harmersbach erhalten |
| 1753      | Hagenau                          | St. Georg                       |      | II/P    |          | Dritte und letzte Orgel Rohrers für die St.-Georg-Kirche. Das Gehäuse ist erhalten und als Monument historique denkmalgeschützt. Die Orgel wurde 1841 von Georges Wegmann erweitert und 1867 von ebendiesem in die Kirche Notre-Dame-de-l’Assomption von Monswiller versetzt. 1895 führte Martin Rinkenbach einschneidende Modifizierungen durch, Yves Koenig restaurierte die Orgel 2011. |
| 1755      | Mannheim                         | Jesuitenkirche                  |      | II/P    | 32       | Das von Schreiner Graff nach einem Entwurf des kurpfälzischen Hofbildhauers Paul Egell gebaute Gehäuse ist erhalten. 1880 und 1893 Umbauten durch Heinrich Voit, 1952 und 1965 von Carl Hess und Johannes Klais ersetzt. |
| 1758      | Schwarzach                       | ehemalige Abteikirche           |      | II/P    | 31       | Das Doppelgehäuse, drei Register und vier Eichenpfeifen sind erhalten. Johann Andreas Silbermann bemängelte das Positiv als wegen seiner Mechanik überwiegend unbrauchbar und bezeichnete das Instrument als „ohne Safft und Krafft“. Zudem musste es nach seiner Fertigstellung in kurzen Abständen mehrfach repariert werden, was an der Qualität von Rohrers Instrument zweifeln lässt. |
| 1761      | Hagenau                          | Augustinerkirche                |      |         |          | |
| 1762      | Marlenheim                       | Dorfkirche                      |      |         |          | Das Gehäuse ist erhalten. Es handelt sich um die letzte von Rohrer gebaute Orgel. Sie wurde 1842 von Joseph Stiehr in die Dingsheimer St.-Kilian-Kirche verbracht. Das Werk wurde 1912 von Orgelbau Roethinger ersetzt. |

### Reparaturen, Restaurierungen, Umbauten
| Jahr      | Ort            | Gebäude                  | Bemerkungen |
| --------- | -------------- | ------------------------ | --- |
| 1717      | Rastatt        | Evangelische Stadtkirche | Aufbau einer gebrauchten Orgel |
| 1734–1742 | Marmoutier     | Abteikirche              | Wartung |
| 1741      | Gengenbach     | Benediktinerabtei        | Reparatur der 1733 von Georg Friedrich Merckel gebauten Orgel; 1896 abgebrochen. Das Gehäuse befindet sich heute im Freiburger Augustinermuseum. |
| 1749      | Rappoltsweiler | St. Gregor               | Aufstellung der 1701–1702 von Friedrich Ring und Claude Legros für die Straßburger Neukirche gebauten Orgel.                                     |